# أنقليس ثعباني ملطخ
أنقليس ثعباني ملطخ (الاسم العلمي: Ophichthus erabo) هو نوع من الأنقليس، يتبع فصيلة الأنقليس الثعباني.